# Лунден, Эльдрид
Эльдрид Лунден (норв. Eldrid Lunden; род. 5 октября 1940, Нёустдал, Норвегия) — норвежская поэтесса-модернист и профессор писательского мастерства. Пишет на новонорвежском языке. Эльдрид Лунден выпустила десять сборников стихотворений и считается критиками и прессой одной из ключевых фигур норвежской поэзии. Её стихи завоевали прочные позиции в современной норвежской литературе, пользуясь пристальным вниманием как поклонников, так и критиков.
На творчество Эльдрид Лунден повлияли такие поэтессы, как Эдит Сёдергран и в особенности Халдис Мурен Весос, писавшая на новонорвежском, как и она сама. Также её творчество испытывало идеологическое влияние феминизма второй волны (1960—1970-х годов). Политическая составляющая её стихов и эссе всегда была провокационной и критической — включая критику, направленную против некоторых тенденций феминистского движения. В своих стихах, эссе, интервью и критике Лунден особое внимание уделяет проблеме пола.
Эльдрид Лунден работала преподавателем в средней школе и в колледже, а также в созданной ею в 1982 году Академии писательского мастерства в Бё. Она занимала редакторские должности в различных литературных журналах, в том числе в шведском «Café Existens».

## Детство
Эльдрид Лунден родилась 5 октября 1940 года в Согн-ог-Фьюране, в коммуне Нёустдал. Её отец, Людвик Лунден (норв. Ludvik Lunden, 1897—1989) вёл небольшое хозяйство и работал рабочим на стройках, а мать, Хильда Индреквам (норв. Hilda Indrekvam, 1901—1998), была домохозяйкой. Эльдрид Лунден покинула родительский дом в 14-летнем возрасте, чтобы продолжить обучение. Через несколько лет, перемежая учёбу с различными заработками, она получила аттестат в общественной гимназии Восса в 1961 году. После этого она продолжила обучение в Университете Осло, одновременно подрабатывая ассистентом метеоролога в Метеорологическом институте.

## Университетские годы
Эльдрид Лунден получила степень магистра филологии (лат. candidatus philologiæ) по специальности «Северные языки и литература» в Университете Осло. В то время она ещё не планировала стать профессиональным писателем, но, познакомившись с другими студентами, постепенно втягивалась в литературные круги. Она примкнула к группе «Профиль» (норв. Profilgruppa), состоящей из радикально настроенной молодёжи, сплотившейся вокруг литературного журнала «Профиль» (норв. Profil). Как раз в то время журнал оказался в центре борьбы за новую эстетическую платформу, выступающую против литературного истеблишмента. В процессе этой борьбы молодые авторы снова и снова обращались к концепции модернизма. Самые первые стихи, которые впоследствии вошли в её первый сборник, Эльдрид Лунден опубликовала в 4-м номере журнала за 1966 год. В 1967—1968 годах она была помощником редактора «Профиля» (и единственной женщиной в редакции), но, когда в начале семидесятых с приходом в редакцию левых активистов журнал сосредоточился на пропаганде марксизма, Эльдрид Лунден покинула редакцию.
В 1973 Эльдрид Лунден написала диссертацию «Куда ушла Нора? Индивидуализм и женственность в трёх норвежских пьесах» (нюнорск Kvar gjekk Nora? Individualisme og kvinnesyn i tre norske drama), которая в 2004 году была издана в сборнике эссе «Почему Норе пришлось уйти?» (нюнорск Kvifor måtte Nora gå?).

## Раннее творчество
Литературный дебют Эльдрид Лунден состоялся в 1968 году, когда она была ещё студенткой Университета Осло. Её первый сборник «f.eks. juli» (рус. напр. июль)  получился тематически и стилистически неоднородным. Конфликт, напряжённость и тревога являются лейтмотивами сборника. Вошедшие в него стихи описывают пейзажи западного побережья Норвегии, сцены из детства, опыт общения с природой — знакомой, но почти всегда небезопасной. В целом собранные под одной обложкой стихи формируют единое экзистенциальное произведение.
Следующие три небольших сборника — «Inneringa» (рус. Избегание), «hard, mjuk» (рус. твёрдый, мягкий) и «Mammy, blue» — демонстрируют определённый поэтический прорыв Эльдрид Лунден. Эти книги заняли высокое место в норвежской поэзии, а «Mammy, blue» стал одной из самых известных книг Лунден. Постоянным элементом стихов в этих сборниках является вода — будь то проливной дождь или мелкая изморось, роса, капли, лёд, снег, моря или реки. «Inneringa» живописует сельский ландшафт, в котором природа интерферирует с человеческим сознанием, а дождь представляет основное состояние в жизни. Сборник разделён на пять частей, содержащих короткие стихи без названий, написанные от третьего лица. Мокрый пейзаж предоставляет контекст для созерцания жизни поколений людей, населяющих его, и за изменением этой жизни в быстро меняющихся условиях современности. Поэтический стиль более гладок, чем в первом сборнике; спокойная ритмика и отсутствие резких метафорических контрастов побуждают к визуальному размышлению. Нарастающий конфликт прослеживается во взаимоотношениях мужчины и женщины в городском окружении, и межличностное напряжение добавляет новое измерение к теме противостояния природы и города.
Сборник «hard, mjuk» в большей степени концентрируется на сознании женщины, на её отношении к собственному телу, к другим женщинам и мужчинам. Отдельным стихам свойственна неопределённость, но в то же время в контексте всего сборника они становятся более доступны и открыты для интерпретации. Во многих стихах присутствует связь «он — она», часто колеблющаяся между страстью и разочарованием. Героиня, влекомая то близостью, то отторжением, застенчива и замкнута, и сближение прерывается, оставляя дальнейшее развитие персонажа неясным.
В эстетическом смысле «Mammy, blue» близок по композиции к двум предыдущим сборникам, однако утверждает новую фазу, вводя «я» и имя в повествование. Первый из четырёх разделов фокусируется на Анне, её чувственном опыте и её движении в прибрежном ландшафте. В атмосфере, которую создаёт Лунден, осторожные попытки идентификации и поиска вербальных выражений отражены в самом поэтическом языке. Синтаксис подчёркивает взаимодействие пейзажа и человека — контекст, в котором женщина, похоже, видит свои отражения в различных свойствах природы. Структурно «Mammy, blue» состоит из набора образов, взятых из жизни молодой женщины. Разделы не упорядочены хронологически. Можно интерпретировать их так: первый описывает самовосприятие женщины, её чувства и язык; второй — конфликты, страх и надлом; третий — взаимоотношения с другими людьми, в особенности с матерью; и четвёртый — процессы творчества и телесное сознание. Заголовок привносит нотку меланхолии, которая сопровождает весь текст. Через всю книгу проходит мотив депрессии, связанной с матерью — идеализируемой и в то же время отталкивающей, близкой и далёкой.

## Творчество 1980-х
В 1982 году выходит сборник «Gjenkjennelsen» (рус. Распознание), посвящённый в основном взаимоотношениям личности и общества. Структура поэтического языка стала выразительнее. Стихи исследуют силу языка в контексте феминизма через диалоги с читателем и с другими женщинами. Сквозь все тексты идёт повторяющийся вопрос о причинах затруднительного изменения традиционного положения женщины; феминистка обрушивается с критикой на самих женщин, на их сложившиеся иерархии и устоявшиеся модели поведения. В стихах затрагиваются темы женской работы, женской сексуальности, уязвимости женщин перед насилием и склонности самих женщин к насилию. Вопрошающий характер основного голоса в сочетании с отрывочными и рудиментарными ответами остальных создаёт у читателя ощущение нерешённой проблемы.
Поэтесса Лив Люндберг так характеризует «Gjenkjennelsen»:

Её стихи свежи — так, что холодно спине; прозрачны — так, что эмоции ощущаются прямо в образах. Они ироничны и теплы, у них острые грани и мягкие кончики пальцев. Образы тела и окружающего мира сплавляются с концепциями в общий поэтический язык, в котором всё собрано в предельно сжатые и красиво скомпонованные стихомузыкальные картины.Оригинальный текст (норв.)Hennes poesi er kjølig — så du fryser på ryggen, klar — så du kan sanse følelser direkte i bildene. Den er ironisk og varm, hard i kantene og mjuk i fingertuppene. Bilder fra kropp og mverden smelter sammen med begrep til et enhetlig poetisk språk, der alt samles i uhyre komprimerte og vakkert komponerte diktmusikkbilder.— Lundberg, Liv. Den minste og kvassaste flammen: Om Gjenkjennelsen av Eldrid Lunden (норв.) // Vinduet. — 1986. — Nr. 2. — S. 62—64.
Вышедший в 1989 сборник «Det omvendt avhengige» (рус. Обратная зависимость) концентрирует внимание на философских вопросах. Многие стихи раскрывают экзистенциальные темы: жизнь и смерть, бытие и небытие. Фрагменты сказок и текстов, традиционно приписываемых тому или иному полу, переплетаются со стихами Лунден. Эта интертекстуальность позволяет ей прибегать к диалогам, пародиям, комментариям и критике. Поэтическое мышление зачастую приобретает форму риторической петли, обозначающей конец стихотворения и перекликающейся с началом. Повтор, конечно же, немного отличается; таким образом, окончательная интерпретация откладывается. Этот эффект призван усилить важную концепцию: похожие вещи всё же различаются. Некоторые критики отмечали очевидные философские амбиции сборника и считали изображённую на обложке ленту Мёбиуса аллюзией на деконструкцию и лакановский психоанализ.

## Творчество 1990-х
В творчестве Эльдрид Лунден часто происходят диалоги с другими текстами. В сборнике «Noen må ha vore her før» (рус. Должно быть, тут уже бывали), который увидел свет в 1990 году, два раздела из шести связаны с художником и писателем Кристианом Крогом, его женой Одой Крог, пианисткой и писательницей Дагни Юль и Альбертиной — вымышленным персонажем многих картин Крога, а также его романа «Альбертина» (норв. Albertine). Все персонажи принадлежат в культурном смысле «эпохе прорыва модернизма» (дат. Det Moderne Gennembrud), во время которого конфликт полов занимал значительную часть эстетической и политической повестки дня. Альбертина — натурщица, вынужденная стать проституткой после изнасилования полицейским. Роман и картины Крога были его политическим вкладом в дискуссии 1880-х о лицемерии в вопросах сексуальности, проституции, нищеты и прав женщин. Лунден использует этих персонажей для отражения современной ситуации в искусстве и проблемах пола. Как и в «Gjenkjennelsen», звучит критика, но на этот раз с позиций не столько политики и философии, сколько истории и герменевтики. Портрет, зеркало и рама служат мотивами, проливающими свет на проблемы самооценки и самовосприятия с точки зрения искусства. Кроме того, зеркало обладает свойствами, которые (отражая исторически воспринимаемую хрупкость женщины) позволяют ему быть «уязвимым»: оно может треснуть или разбиться, а о разбитое зеркало несложно порезаться. Лунден разбросала множество острых осколков по страницам своей книги. «Noen må ha vore her før» получил множество положительных отзывов и был сочтён более простым для восприятия, чем предыдущий сборник.

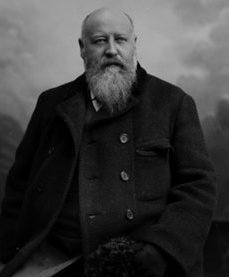
Кристиан Крог
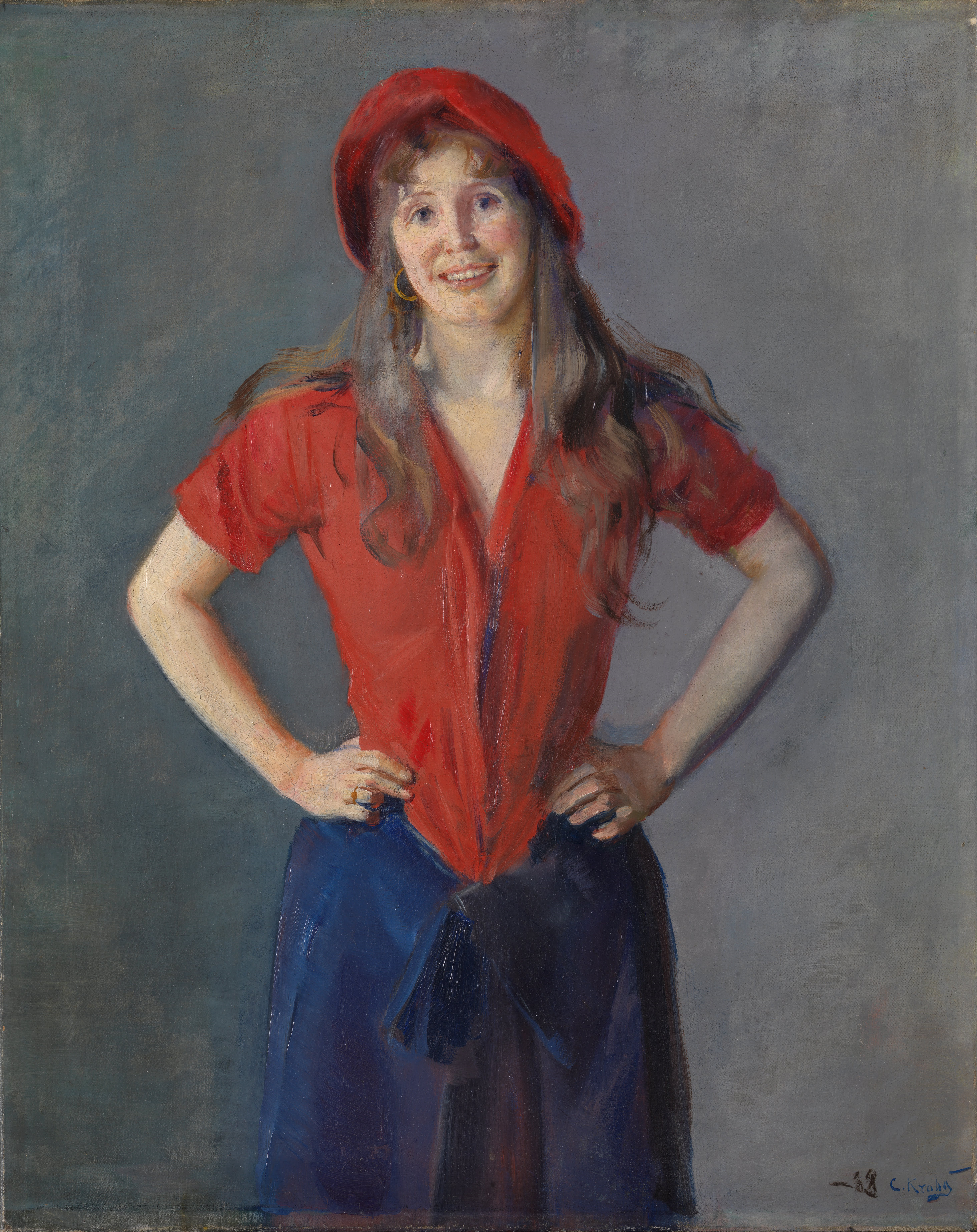
Портрет Оды Крог. К. Крог, 1886
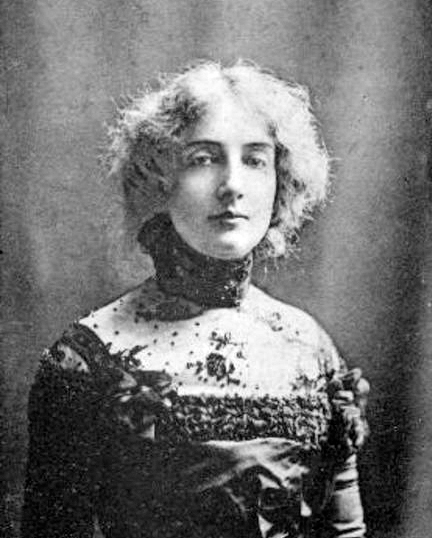
Дагни Юль, 1895—1896
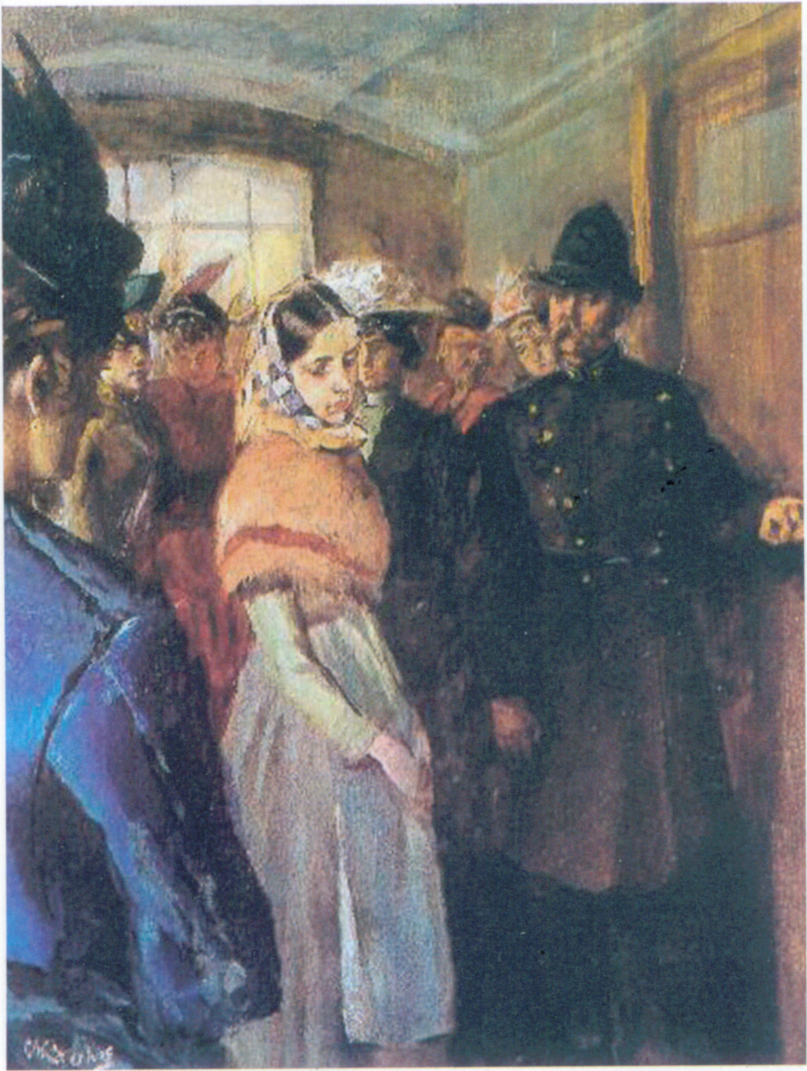
Альбертина. К. Крог, 1884
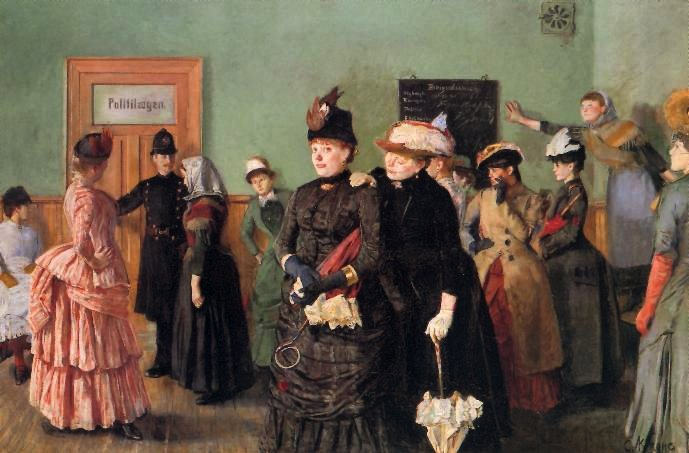
Альбертина в приёмной полицейского доктора. К. Крог, 1887

Сборник «Slik Sett» (рус. Увидено так, 1996) уже в заголовке обозначает тему: на вещи можно смотреть с разных точек зрения. Результат — текстуальная эстетика, напоминающая симфонию: множество голосов, сливаясь и споря, формируют слитное утверждение. Впрочем, заголовок представляет собой заезженное клише; он предвосхищает стихи, в которых обычный язык и клише соседствуют с экзистенциальными мотивами. Основная тема хорошо знакома читателям Лунден: наблюдать и быть наблюдаемым. Однако на этот раз наблюдающий взгляд страстен и полон жизни. Некоторые стихи содержат фрагменты истории о женщине, которая живёт на улице Фангена, 14, и о мужчине, который наблюдает за ней и думает о ней. Другие обращаются к последней ибсеновской пьесе «Когда мы, мёртвые, пробуждаемся», в которой скульптор Рубек и его модель Ирена, разочарованные, рефлектируют над своей строго подчинённой искусству жизнью. Пытаясь восстановить утерянную связь и забытые устремления, они лезут на гору — чтобы оказаться сметёнными лавиной. Похожая судьба ожидает и шведского воздухоплавателя Андре, который отправился в полярную экспедицию на воздушном шаре и погиб во льдах. Внедряясь в эти интертекстуальные образы, темы и нарративы, Эльдрид Лунден не пытается их интерпретировать, а создаёт из них новые образы, обнаруживая в процессе свежие и неожиданные формы.
Писатель-метамодернист Карл Уве Кнаусгор в своём эссе о творчестве Эльдрид Лунден подчёркивает утончённость эстетики языка поэтессы в «Slik Sett»:

Лингвистическим нюансам уделяется большое внимание в языке Лунден; стихи легко перемещаются по различным уровням стиля и тона, они создают вокруг себя достаточно пространства, чтобы вместить элементы и дискурсы, которые были бы иначе совершенно чужды, но здесь, в стихах, они лишены статуса определения и свободно перетекают друг в друга.
Оригинальный текст (норв.)Den finstilte oppmerksomheten for språklige nyanser i Lundens språk; diktene beveger seg så uanstrengt i ulike stilnivå og toneleier, skaper et rom rundt seg stort nok til å
inkorporere element eller diskurser som ellers er rake motsetninger, men som her, i diktene, blir fratatt sin status som definitive, og med det glir over i hverandre.— Knausgård, Karl Ove. Aldri bare begge deler (норв.) // Kritikkjournalen. — 1996. — S. 31—34.
«Slik Sett» был номинирован на литературную премию Северного Совета.

## Творчество 2000-х
Сборник «Til stades. Tekstar om erindring og gløymsle» (рус. На месте. Тексты о памяти и забвении), вышедший в 2000 году, можно назвать сплавом поэзии и путевого очерка. Эльдрид Лунден посвятила эту книгу своему прошлому. Детским воспоминаниям уделяется внимание, но всё же большинство текстов посвящено поездкам в Средиземноморье — в Италию, Францию, Испанию — где памятники археологии и классические произведения искусства предоставляют повод для медитации. В сборнике есть и стихи, и прозаические описания с размышлениями об исторических личностях и архитектуре, попадаются и чистые экфрасисы. Будучи «нехарактерной» для Лунден книгой, «Til stades» привлёк внимание прессы и был сочтён рядом критиков более «дружественным» для читателя. Некоторые критики заключили, что, хотя классические сборники стихов Эльдрид Лунден обладают бо́льшими литературными достоинствами, в её последнем творении «меньше политики и риторики, зато больше экстравертности и юмора». Ингрид Стурхольмен, поэтесса и бывшая студентка Академии писательского мастерства в Бё, взяла у Эльдрид Лунден интервью в связи с выходом книги. Лунден прокомментировала смешанный характер текстов, утверждая, что существенного различия с её ранними работами нет:

Я считаю, неоднородность присуща моим книгам; в предыдущих работах также встречались факты, нарративы, рефлексии и т.д.Оригинальный текст (норв.)Eg trur det er karakteristisk for min skrivemåte at bøkene blir ureine, også tidlegare bøker har hatt faktainnslag, forteljande element, refleksjonsdelar osv.— Storholmen, Ingrid. Direkte omvegar (недоступная ссылка — история) (норв.) // Morgenbladet. — 2000. — Nr. от 4 августа.
Последний на сегодняшний день сборник Эльдрид Лунден, «Flokken og skuggen» (рус. Стая и тень), вышел в 2005 году. В более сдержанной манере, нежели раньше, Лунден исследует взаимосвязь между разными формами восприятия и их связи с умственной деятельностью, а также с вербальным и визуальным представлениями. Сборник представляет собой настоящее испытание для поэтического восприятия. Читатель втягивается в  повествование о смешении различных методов познания и о том, как трудно порой бывает выбирать между внешними стимулами и ментальными проекциями. Создают ли объекты, наблюдаемые в природе, образы в нашем сознании, или же наш опыт восприятия определяет, как их интерпретировать? В десятой книге Лунден эти вопросы — одновременно философские, эстетические и кинестетические — представлены к рассмотрению перед нашим сознанием в манере, бросающей вызов привычным категориям ума, вроде причинности, временности и связи между формой и содержанием. Книга получила весьма положительные отзывы в прессе.
За свой выдающийся вклад в сокровищницу норвежской поэзии Эльдрид Лунден получила премию Халдис Мурен Весос в 2007 году — в столетний юбилей великой поэтессы.

## Академия писательского мастерства в Бё
В 1982 году Эльдрид Лунден открыла Академию писательского мастерства (норв. Forfatterstudiet) при Университетском колледже Телемарка в Бё. Она стала её руководителем и работает в ней профессором писательского мастерства. Эта школа профессиональных писателей стала первым учебным заведением такого рода в Скандинавии. Первые 10 лет обучение включало полугодовой курс; начиная с 1992 года, курс был расширен до двух семестров. Многие из выпускников получили премию Тарьея Весоса за лучший дебют. Писательница Хейди Мари Крисник, получившая эту премию в 2002 году за роман «Applaus», с теплотой отзывается о времени, проведённом в Академии:

Учёба в Академии писательского мастерства и возможность целый год посвятить чтению и рефлексии над текстом стали для меня решающими. Год в Академии был годом погружения, он дал мне концентрацию, покой и возможность сосредоточиться на писательстве. Я также научилась лучше читать — и свои, и чужие тексты. И я думаю, что здо́рово было встретить столько других писателей, услышать столько других голосов. Это уникальный опыт.Оригинальный текст (норв.)For meg var forfatterstudiet, og det å sette av et helt år til lesing og refleksjon rundt tekst, helt avgjørende. Året på forfatterstudiet var et fordypningsår, et år som ga meg konsentrasjon, ro, og fokus til egen skriving. Jeg ble også en bedre leser — av egne og andres tekster. Jeg synes også det var utrolig fint å få møte så mange ulike forfattere, og få lytte til så ulike stemmer. Det er en unik erfaring.— På vei mot universitet: heltene fra Telemark (норв.). Høgskolen i Telemark. — Фрагмент интервью с Хейди Мари Крисник в буклете колледжа. Дата обращения: 22 августа 2011. Архивировано из оригинала 1 февраля 2012 года.
Эльдрид Лунден руководила Академией 29 лет, пока не достигла предельного для должности возраста в 70 лет. Новым руководителем Академии 1 марта 2011 года стал писатель Руни Кристиансен.

## Семья
Муж Эльдрид Лунден — шведский писатель и литературовед Рейдар Экнер (род. 25 июля 1929 года). Они поженились 31 декабря 1994 года. Известный норвежский историк Коре Лунден (род. 8 апреля 1930 года) — старший брат поэтессы. В октябре 2010 года власти Нёустдала устроили торжества в честь 70-летия Элдрид Лунден и 80-летия Коре Лундена. Кроме Коре, у Эльдрид Лунден есть ещё два брата — Стейнар и Улав, а также сестра Дагунн.

### Стихи
| Дата | Библиографическая информация                                                                                  | Примечания                                        |
| ---- | --- | ------------------------------------------------- |
| 1968 | Lunden, Eldrid. f. eks. juli. — Oslo: Samlaget, 1968. — 42 p.                                                 |                                                   |
| 1975 | Lunden, Eldrid. Inneringa. — Samlaget, 1975. — 82 p. — ISBN 978-8-25-210516-2.                                |                                                   |
| 1976 | Lunden, Eldrid. hard, mjuk. — Samlaget, 1976. — 62 p. — ISBN 978-8-25-210621-3.                               |                                                   |
| 1977 | Lunden, Eldrid. Mammy, blue. — Oslo: Samlaget, 1977. — 78 p. — ISBN 978-8-25-210767-8.                        |                                                   |
| 1982 | Lunden, Eldrid. Gjenkjennelsen. — Samlaget, 1982. — 94 p. — ISBN 978-8-25-212157-5.                           | Премия «За литературу на новонорвежском»          |
| 1987 | Lunden, Eldrid. Dikt i utval. — De norske bokklubbene, 1987. — 111 p. — ISBN 978-8-25-250765-2.               |                                                   |
| 1989 | Lunden, Eldrid. Det omvendt avhengige. — Samlaget, 1989. — 87 p. — ISBN 978-8-25-213444-5.                    |                                                   |
| 1990 | Lunden, Eldrid. Noen må ha vore her før. — Samlaget, 1990. — 93 p. — ISBN 978-8-25-213635-7.                  |                                                   |
| 1994 | Lunden, Eldrid. Dikt i samling 1968-1990. — 2. — Samlaget, 1994. — 298 p. — ISBN 978-8-25-214363-8.           |                                                   |
| 1996 | Lunden, Eldrid. Slik Sett. — Aschehoug, 1996. — P. 105. — ISBN 978-8-20-317744-6.                             | Номинация на литературную премию Северного Совета |
| 2000 | Lunden, Eldrid. Til stades. — Aschehoug, 2000. — 118 p. — ISBN 978-8-20-318315-7.                             |                                                   |
| 2001 | Lunden, Eldrid. Dikt i samling 1968-2000. — Den Norske lyrikklubben, 2001. — 401 p. — ISBN 978-8-25-254498-5. |                                                   |
| 2005 | Lunden, Eldrid. Flokken og skuggen. — Aschehoug, 2005. — 125 p. — ISBN 978-8-20-319061-2.                     |                                                   |

### Эссе
| Дата | Библиографическая информация                                                                               | Примечания                                                                                   |
| ---- | --- | -------------------------------------------------------------------------------------------- |
| 1982 | Lunden, Eldrid. Essays. — Oslo: Samlaget, 1982. — 133 p. — ISBN 978-8-25-212162-9.                         |                                                                                              |
| 2004 | Lunden, Eldrid. Kvifor måtte Nora gå? — Aschehoug, 2004. — 251 p. — ISBN 978-8-20-318836-7.                | Включая диссертацию Лунден «Kvar gjekk Nora? Individualisme og kvinnesyn i tre norske drama» |
| 2008 | Lunden, Eldrid. Modernisme eller litterær populisme? — Aschehoug, 2008. — 122 p. — ISBN 978-8-20-319452-8. | Эссе об Арне Гарборге и Кнуте Гамсуне                                                        |

### Публикации об Эльдрид Лунден
| Дата | Библиографическая информация |
| ---- | --- |
| 1981 | Larsen, Merete Rød. Om ho lever i mannssamfunnet? Ja, og mannen: om Eldrid Lundens poesi i hard, mjuk (1976) / Dikt og kritikk. En undersøkelse av 17 norske dikt fra 1975–79 / Ed. Sigurd Helseth. — Oslo: Gyldendal, 1981. — P. 148—158. — 256 p.                       |
| 1986 | Aga, Hanne Aga. Det poetiske prosjektet: om hard, mjuk av Eldrid Lunden (норв.) // Vinduet. — 1986. — Nr. 2. — S. 11—13. |
| 1986 | Lundberg, Liv. Den minste og kvassaste flammen: om Gjenkjennelsen av Eldrid Lunden (норв.) // Vinduet. — 1986. — Nr. 2. — S. 62—64. |
| 1990 | Pettersen, Lisbeth. Eldrid Lunden & Jacques Lacan (норв.) // Kritikkjournalen. — 1990. — Nr. 2/4. — S. 24—29. |
| 1991 | Pettersen, Lisbeth. The Dance of Meaning. Betydningsspill i Eldrid Lundens diktsamling hard, mjuk (1975) / Red. Hans H. Skei, Einar Vannebo. — Norsk litterær årbok. — Oslo: Samlaget, 1991. — P. 124—138. — 240 p. — ISBN 82-52-13728-8.                                 |
| 1994 | Renberg, Tore. Noe anna, noe heilt anna: Flekken på tunga i Eldrid Lundens Mammy, blue (норв.) // Vinduet. — 1994. — H. 48, nr. 4. — S. 20—28. |
| 1995 | Knudsen, Fredrik. Eldrid Lunden intervjuet (норв.) // Sørlandsk Magasin. — Arendal: Agder litteraturlag, 1995. |
| 1995 | Rekdal, Bjarte. Eldrid Lunden og Lacan: Det stille punktet i konstant forskyvning / Store oskeflak av sol: Om Paal-Helge Haugens og Eldrid Lundens forfatterskap / Ed. Ole Karlsen. — Oslo: Cappelen Akademisk forlag, 1995. — P. 230—240. — 260 p. — ISBN 82-45-60010-5. |
| 1996 | Knausgård, Karl Ove. Aldri bare begge deler (норв.) // Kritikkjournalen. — 1996. — S. 31—34. |
| 2010 | Langås, Unni. Dialogues in poetry: an essay on Eldrid Lunden. — Bergen: Alvheim & Eide Akademisk Forlag, 2010. — 160 p. — (Scandinavian Women Writers. Vol. 3). — ISBN 82-90359-82-9.                                                                                     |
| 2010 | Poetikk: tekster til Eldrid Lunden / Red. Kristian Hanto, Leif Høghaug. — Bokvennen, 2010. — 243 p. — ISBN 978-8-27-488239-3. |

## Награды
- 1982: Премия «За литературу на новонорвежском» за сборник стихотворений «Gjenkjennelsen»[28][29].
- 1984: Премия фонда викария Альфреда Андерссона-Рюстса[норв.][29][30].
- 1989: Премия Доблоуга от Шведской академии[29].
- 1992: Премия издательства «Аскехоуг»[29].
- 1997: Премия Мельсома[норв.][31].
- 2000: Почётная премия Браги[32].
- 2000: Премия Амалии Скрам[норв.][33].
- 2005: Премия Мадса Виэля Нюгора[норв.][34].
- 2007: Премия Халдис Мурен Весос[23].